# Our Golden Ratio
Our Golden Ratio är  en EP av Songs: Ohia, utgiven 1 oktober 1998.

## Låtlista
Alla låtar är skrivna av Jason Molina
1. "There Will Be Distance" - 6:01
2. "There Are No Claims on You" - 2:32
3. "It’s Your Win Again" - 3:31
4. "When Your Love Has Gone" - 4:00